# Geschichte des Jazz
Der Jazz prägte die Musik des vorigen Jahrhunderts. Seine Geschichte begann jedoch schon in den letzten Jahrzehnten davor.

## Vorgeschichte (19. Jahrhundert)
„Plötzlich war sie da, diese meistverbreitete, diese magische Musik des 20. Jahrhunderts. Plötzlich trat sie heraus aus den hell sonnenbestrahlten und doch elend düsteren Kaschemmen, zweifelhaften Tanzlokalen, verrufenen Höhlen von Laster und Verbrechen im ‚tiefen Süden‘ der USA, der einem verwundeten Löwen gleich die Wunden leckte, die der Sezessions- und Bürgerkrieg ihm geschlagen hatte und der kaum ernsthaft daran dachte, der grausamen Unterdrückung der Schwarzen ein Ende zu bereiten. Wie und wann aber war die später ‚Jazz‘ genannte Musik in diese bedrückende Umwelt geraten? War das wirklich ihre Heimat? Woher stammte sie? Wer hatte ihr schließlich den Namen ‚Jazz‘ gegeben? Wer in die Vergangenheit dieser Musik eindringen will, sieht sich vor Fragen über Fragen gestellt. Sie sind oft beantwortet worden und doch unbeantwortet geblieben. Niemand hat sie verschleiert, aber was von einem unterdrückten Volk, einer geknechteten Klasse stammt, hat es überaus schwer, seinen Weg in die Geschichte zu finden. […] Eines nur ist sicher (wie eine amerikanische Jazzgeschichte feststellt): Ohne die Sklaverei […] in den USA gäbe es keinen Jazz.“

In der zweiten Hälfte des 19. Jahrhunderts gab es im Süden der USA eine Straßenmusik-Tradition. Die Brass Bands, schwarze aber auch weiße Marschkapellen, spielten zu vielfältigen Anlässen auf. Die schwarzen Blaskapellen waren vor allem vom Blues und kreolischer Musik beeinflusst und mischten diese Einflüsse mit europäischer Musiktradition. Die Musik dieser sogenannten „Marching Bands“ nennt man heute archaischen Jazz. Ihm fehlten die individuelle Improvisation und der Swing, obwohl auch dort schon die „leichten“ Taktzeiten (2 + 4) betont wurden. Im heutigen Oldtime Jazz hat er eine Fortsetzung gefunden, die aber – jenseits von New Orleans – vorrangig von weißen Musikern gepflegt wird.

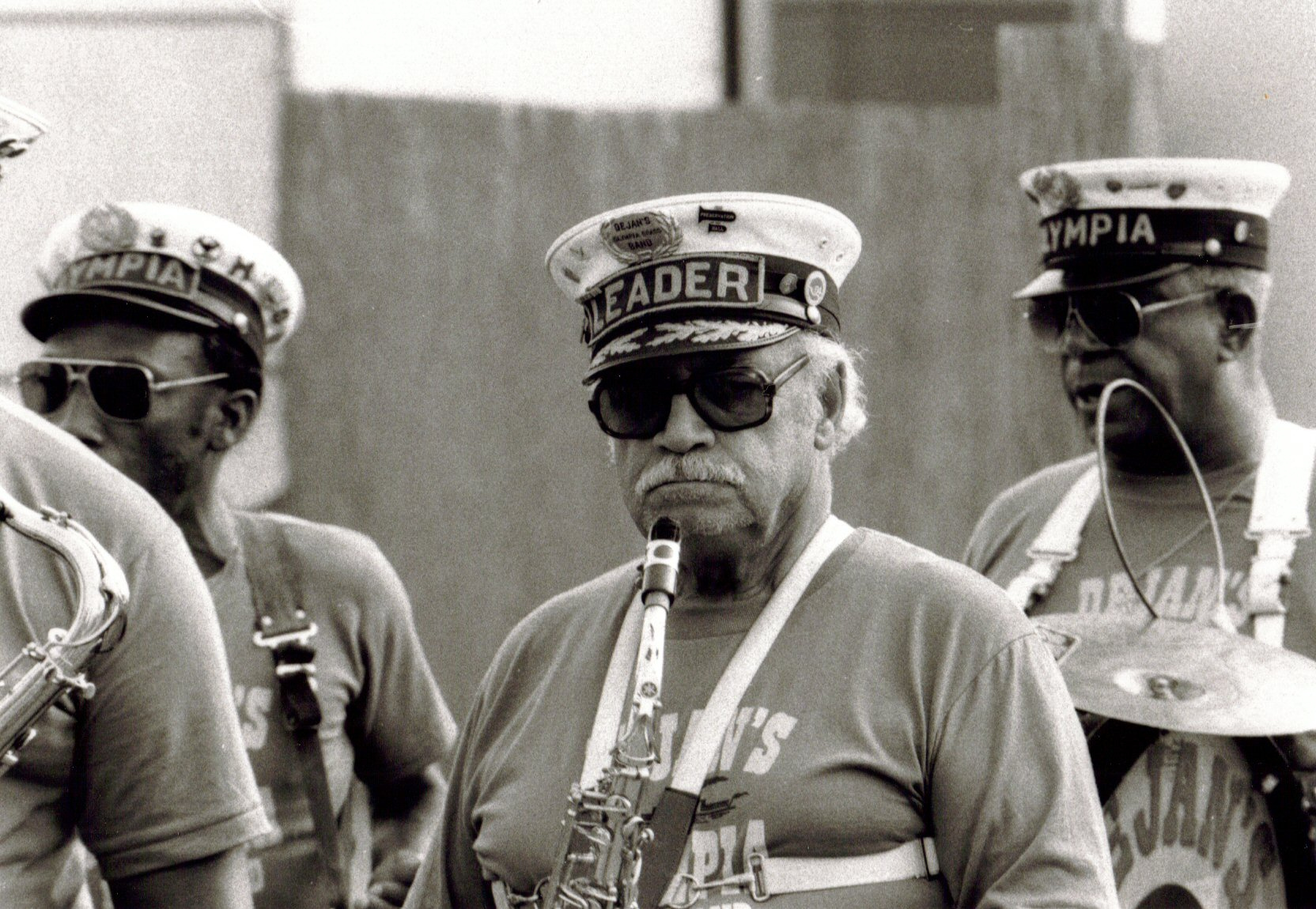
Die Olympia Brass Band, eine Marching Band

Um 1890 entstand der Ragtime (englisch: ragged time, „zerrissene Zeit“): Dies war ein in ausnotierten Stücken festgelegter Klavierstil, bei dem die linke Hand die Rhythmusgruppe einer Band ersetzt (Bass und Schlaggitarre). Auch dort wurde noch nicht improvisiert; aber aus der Spannung zwischen durchgehendem Viertelbeat und synkopisch „zerrissener“ Melodik entstand bereits eine Art Swing. Hauptkomponist dieses Stils war Scott Joplin, dessen bekanntester Rag – The Entertainer – durch den Film Der Clou (1973) erneut populär wurde.
Bereits weniger festgelegt und damit „jazzmäßiger“ spielte Jelly Roll Morton in New Orleans, der von sich selbst behauptete, „im Jahre 1902 den Jazz erfunden“ zu haben. Er war ein bedeutender Komponist von Blues, Blues-Songs, Ragtimes, Stomps, und ein herausragender und extravaganter Pianist, aber seine nachgewiesene Bedeutung für den Jazz hatte er mit seinen Bands in den 1920er-Jahren, nicht als Erfinder. Ebenso behauptete Nick LaRocca, der Urheber des Jazz („Creator of Jazz“) zu sein. Aber auch seine Behauptung wird von der Jazzforschung bezweifelt. Hauptrepräsentant des frühen, wahrscheinlich noch ragtimeverwandten Jazz von New Orleans war Buddy Bolden. Von seinem Vorbild ausgehend hat sich zwischen 1900 und 1915 nach herrschender Meinung der Jazz entwickelt von einer Vielzahl von Bands und Musiker-Persönlichkeiten, auch außerhalb von New Orleans, etwa auch in Memphis.
Es ist eine beliebte Frage, ob der Jazz in New Orleans erfunden wurde oder nicht. Auf diese Frage gibt es keine absolut gültige Antwort. Die Vorformen dieser Musikrichtung fanden sich Ende des 19. Jahrhunderts und Anfang des 20. Jahrhunderts in mehreren Teilen der Vereinigten Staaten. New Orleans bildete einen Schmelztiegel, durchzogen von Gegensätzen. Einige Jazzhistoriker sagen, der Jazz wäre in New Orleans geboren (nicht „erfunden“) und in Chicago und New York aufgewachsen.
Als um 1915 erste namhafte Bands New Orleans verließen, dürften diese dazu beigetragen haben, den Jazz auch abseits des Mississippi in den USA zu popularisieren. Möglicherweise haben bereits Bands, die um 1910 in andere Metropolen aufbrachen, jazzmäßig gespielt, aber erst ab 1914 nannten sich die Bands auch Jass- beziehungsweise Jazz-Bands, traten also mit dem Selbstbewusstsein auf, eine neue Musikrichtung zu vertreten: Zum Beispiel Pedro Stacholy’s Cuban Jazzband (evtl. bereits 1914) in Havanna, Tom Browns Band from Dixieland 1915 in Chicago oder 1916 Stein’s Dixie Jass Band, und 1915 ging das Black and Tan Orchestra mit dem Trompetenvirtuosen Buddy Petit nach Kalifornien.

## Entstehung des Wortes „Jazz“ und der Oldtime Jazz (seit 1900)

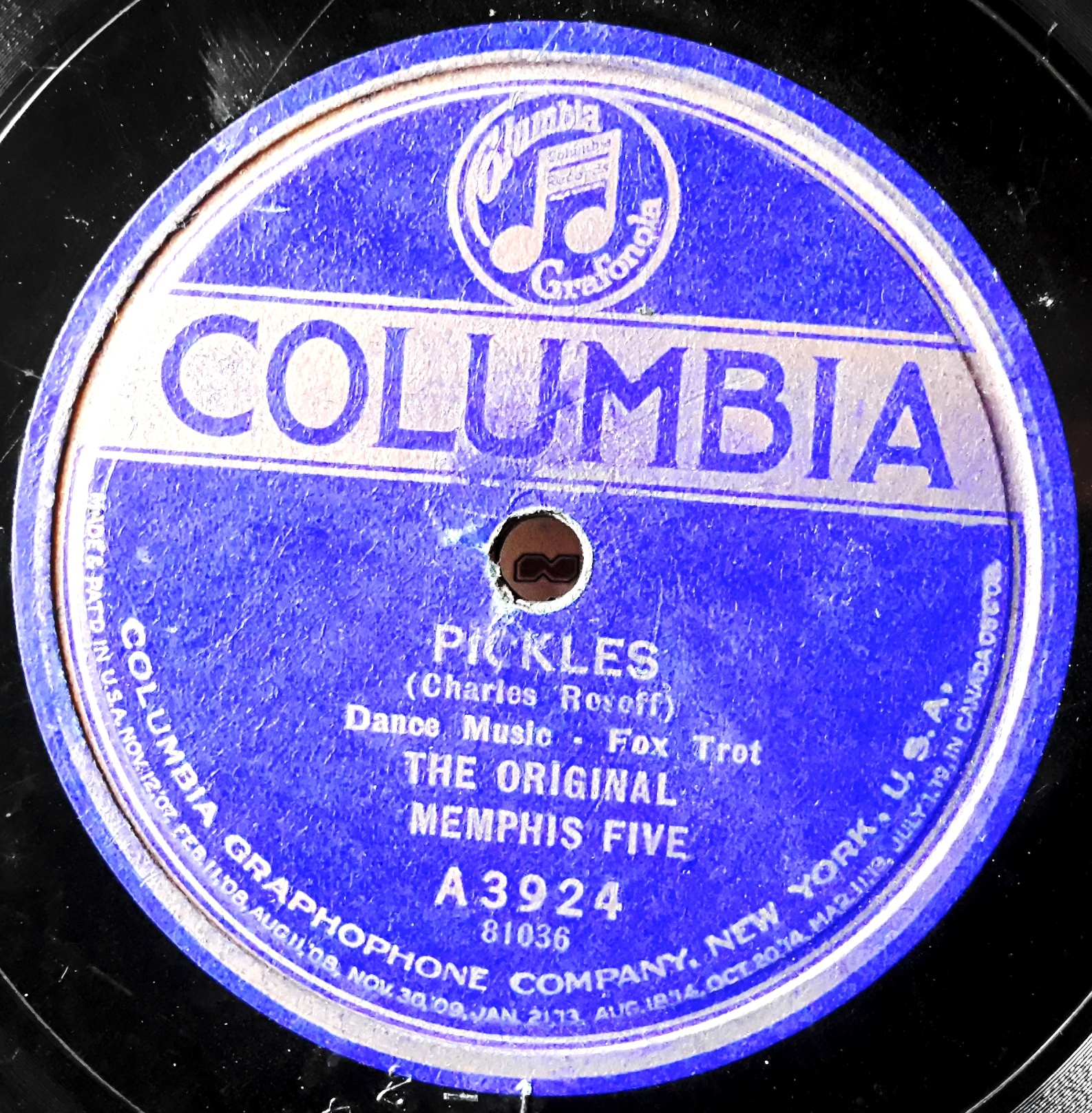
Jazz-Schallplatte aus der ersten Hälfte der 1920er Jahre

Das Wort „Jazz“ taucht wohl erstmals 1913 auf, als ein Zeitungsreporter über ein Spiel des Baseballteams der San Francisco Seals schrieb. Er verwendete „Jazz“ synonym für schwungvoll oder enthusiastisch: „The poor old Seals have lost their ‘jazz’ and don’t know where to find it“ (Die bemitleidenswerten Seals haben ihren ‚Jazz‘ verloren und können ihn nicht wiederfinden). Wenige Tage später reflektierte ein Redakteur derselben Zeitung die Attribute des Jazz: „Dieses bemerkenswerte … Wort … bedeutet so etwas wie Leben, Kraft, Energie, Aufbrausen des Geistes, Spaß, Schwung, Anziehungskraft, Elan, Männlichkeit, Mut, Glück. Oh, worum geht’s? – JAZZ.“ Der erste musikalische Nachweis für das Wort Jazz findet sich in der Chicago Daily Tribune vom 11. Juli 1915 im Zusammenhang mit einem synkopierten Rag von Art Hickman.
Die Kategorisierung verschiedener Jazzstile und deren zeitliche Zuordnung ist kaum möglich. Die Grenzen zwischen den Stilen des Hot oder Oldtime Jazz sind fließend, der Zeitpunkt ihrer Entstehung meist nicht eindeutig zu definieren. Es ist in vielen Fällen auch kaum möglich, von der Dominanz eines Stiles während einer bestimmten Periode zu sprechen. Die nachfolgende Auflistung bietet daher nur einige grobe Anhaltspunkte:
- 1900: New-Orleans-Jazz
- 1910: Dixieland
- 1920: Chicago-Jazz

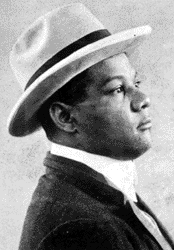
Sidney Bechet

- 1940er Jahre: Revival von New Orleans-Jazz und Dixieland in den USA, später auch in Europa.

Wilbur Sweatmans Down Home Rag wurde 1916 in zwei Versionen aufgenommen, die bereits einige Charakteristika des Jazz zeigen: The Versatile Four, die der Banjospieler Gus Haston leitete, nahmen das Stück im Januar 1916 (in England) auf; im Dezember 1916 folgte Sweatman mit seiner eigenen Aufnahme. Am 26. Februar 1917 spielte die aus weißen Musikern bestehende Original Dixieland Jass Band des Trompeters Nick LaRocca die Aufnahmen ein, die im Bewusstsein der Öffentlichkeit 1917 als erste Jazzplatte galten. Neben Trittbrettfahrern wie dem Borbee’s Jass Orchestra folgten mit Arthur Fields, Sweatman und Earl Fuller rasch weitere Interpreten.
Am 12. November 1925 machen Louis Armstrong and His Hot Five die ersten Aufnahmen: Dabei lösten Soli der Instrumentalisten die Kollektivimprovisation des frühen Jazz teilweise ab.
Der („weiße“) Dixieland wurde im Allgemeinen etwas schneller und mit mehr Noten und Akzentuierungen in den Melodien gespielt als der („afroamerikanische“) New Orleans Jazz. In beiden Jazzstilen gibt es langsame und ruhige Stücke. Das beste Beispiel dafür ist die Aufnahme West End Blues aus dem Jahre 1928. Das Stück wurde von Joe King Oliver geschrieben und von Louis Armstrong und seiner neu gebildeten Studioband, den Hot Five, interpretiert. In den 1920er Jahren entstand auch die Stilrichtung Chicago-Jazz. Lokale Amateure spielten den New Orleans Jazz der Profis aus dem Süden nach. Dabei wurde er den Fähigkeiten entsprechend umgeformt. Hier erhielt zum ersten Mal das 1840 erfundene Saxophon eine wichtige Rolle im Jazz.
Bereits 1928 ist der Jazz auch in Europa so populär, dass das Hoch’sche Konservatorium in Frankfurt am Main die erste Jazz-Klasse weltweit gründete; ihr Lehrer wird Mátyás Seiber. Nach 1950 entsteht, insbesondere in Großbritannien, aus einer lebendigen Pflege der traditionellen Spielarten des Jazz der Traditional Jazz. Dieses Dixieland Revival ist u. a. mit den Namen Chris Barber, Acker Bilk, Ken Colyer, Rod Mason, Monty Sunshine und der Dutch Swing College Band verbunden.

## Swing (seit 1928)
Die Swing-Ära von Ende der 1920er bis in die Mitte der 1940er Jahre (in Europa bis in die späten 1940er Jahre) ist die beim Publikum erfolgreichste Zeit des Jazz. Der neu entstandene Swing hatte in den 1930er Jahren seinen Durchbruch. Nach dem Schwarzen Freitag 1929 sanken die Verkaufszahlen der Plattenindustrie von 100 Mio. Stück pro Jahr auf 6 Millionen. Dafür hielt aber das Medium Radio Einzug in den USA und mit ihm der Swing. Bands mit weißen Musikern machten jene Musik beliebt, die schon Jahre zuvor von Afroamerikanern gespielt und gehört wurde. Der wichtigste dazugehörige afroamerikanische Swing-Tanz hieß Lindy Hop. Die amerikanische Jugend war verrückt nach diesem ausgeflippten Tanzstil und dem schnellen Swing. Während der Wirtschaftsdepression der 1930er Jahre blühte dadurch eine noch nie dagewesene und von der älteren Generation unverstandene Jugendkultur der Fröhlichkeit und der Freiheit auf. Der Musikstil wurde so zur vorherrschenden Populär- und Unterhaltungsmusik.

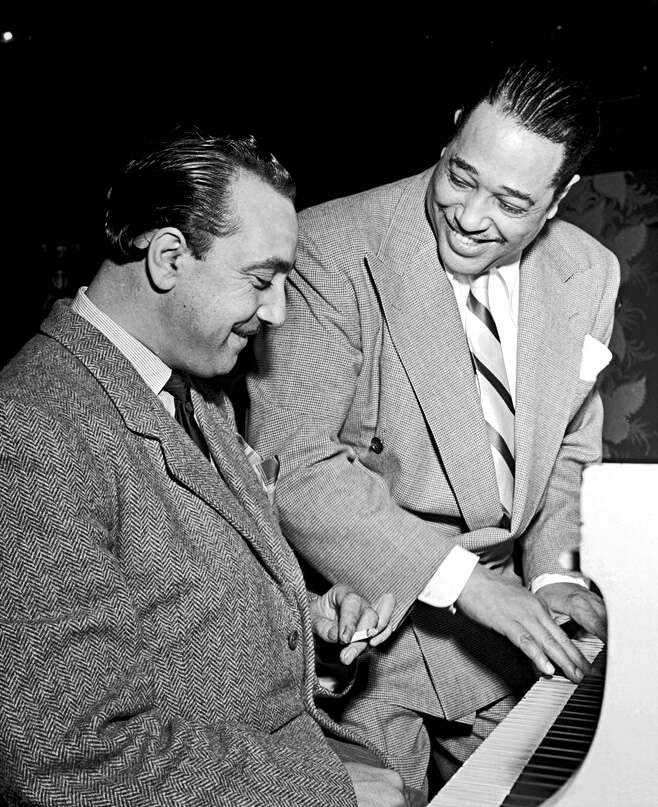
Django Reinhardt und Duke Ellington im November 1946. Foto: William P. Gottlieb

Bandleader wie Duke Ellington, Count Basie, Benny Goodman und Artie Shaw wurden zu Stars. Duke Ellington und sein Orchester hatten jahrelang ein festes Engagement im Cotton Club. Die Auftritte der Big Bands zogen ein riesiges Publikum an; Swing war die populäre Tanzmusik dieser Zeit. Aus einer besonderen Spielform des Swing, dem Kansas City Jazz, entwickelte sich letztlich der Rhythm & Blues. Mit der Gründung des Quintette du Hot Club de France durch Django Reinhardt mischte seit 1934 auch Europa in der Jazzgeschichte mit. Bis heute pflegt das Pasadena Roof Orchestra als authentischer Vertreter des Swing diese Epoche mit der Interpretation von Original Arrangements.
Ungefähr ab Anfang der 1950er Jahre machte der Swingjazz eine Wandlung durch, die teilweise auf der Ablehnung der neueren Jazzstile, teilweise aber auch auf der Einbeziehung und Verarbeitung von einigen Elementen aus diesen beruhte; während ein Teil der Musiker die alten Jazzstile mehr oder weniger in Originalform weiter pflegte, begannen andere insbesondere in Jamsessions eine Mischform aus älteren Stilen und neuen zu entwickeln, die Mainstream Jazz genannt wurde (wobei dieser Begriff im Lauf der Zeit mit unterschiedlichen Bedeutungen versehen wurde). Musiker wie Oscar Peterson, Ruby Braff und Scott Hamilton stehen exemplarisch für diesen Stil.

## Modern Jazz (seit 1940)

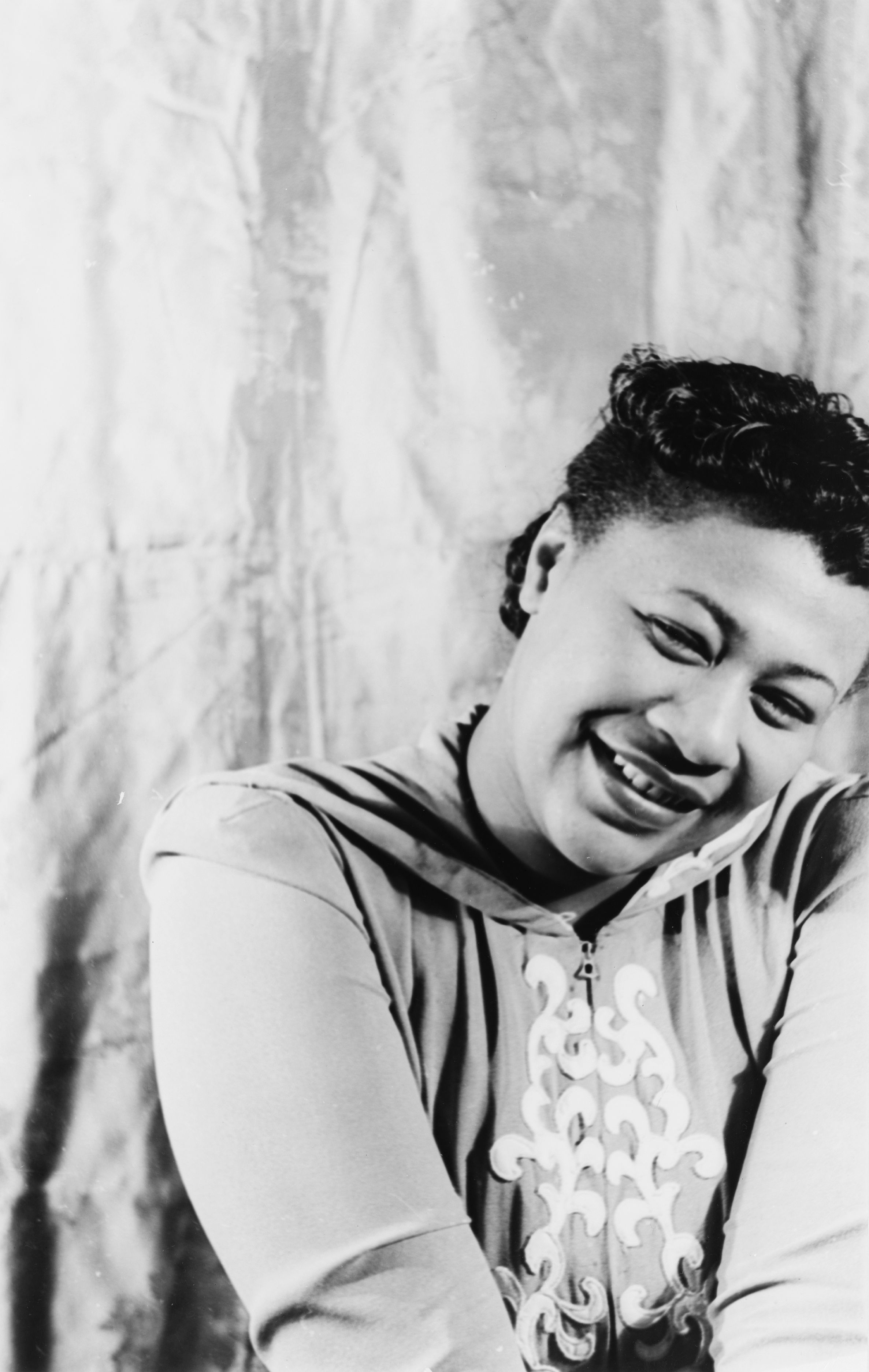
Ella Fitzgerald (1940)

Mit dem Bebop beginnt der Modern Jazz. Um die Entstehungsgeschichte des Bebop ranken sich allerlei Mythen und Legenden. Fest steht jedoch, dass zu einer Zeit, als viele Big Bands des Swing ihren Zenit erreicht oder bereits überschritten hatten und ihre Musik immer formelhafter wurde, junge Musiker unter anderem im Harlemer Club Minton’s Playhouse mit neuen musikalischen Formen experimentierten. Die Unzufriedenheit mit den stereotypen Klischees des kommerziellen Swing, das Zusammentreffen einiger kreativer Musikerpersönlichkeiten und ein erwachendes Selbstbewusstsein dieser meist schwarzen Musiker führte letztendlich zur Entstehung eines neuen Stils. Als „Gründerväter“ des Bebop gelten Charlie Parker, Dizzy Gillespie, Thelonious Monk, Charlie Christian und Kenny Clarke. Die Musiker versuchten, eine Musik zu entwickeln, die nicht mehr primär als Tanz- oder Unterhaltungsmusik fungierte und gegenüber den vorherigen Stilen eine erweiterte Harmonik hatte.
Durch die Verbindung des Bebops mit Elementen der latein-amerikanischen Musik entstand der Afro Cuban Jazz. Auslöser hierfür war die Zusammenarbeit Dizzy Gillespies mit dem Kubanischen Perkussionisten Chano Pozo Mitte der 1940er Jahre. Stan Kenton entwickelte in der zweiten Hälfte der 1940er mit Hilfe spätromantischer Arrangements, aber auch anspruchsvollen Kompositionen den Progressive Jazz. Unabhängig davon entstand – ebenfalls als früher Cross-Over mit der klassischen Musik – die Third-Stream-Bewegung, zu der beispielsweise John Lewis, J. J. Johnson, Charles Mingus und Gunther Schuller mit ihren Kompositionen und Arrangements beitrugen.
Als Geburtsstunde des Cool Jazz werden häufig die Aufnahmen des von Miles Davis geleiteten Nonetts 1949 und 1950 betrachtet, die in den 1950er Jahren unter dem Titel Birth of the Cool Berühmtheit erlangten. Die Musik dieses Orchesters ist geprägt durch komplexe, vielstimmige Arrangements, die im Unterschied zum Bebop weniger die extrovertierten und oft rasend schnellen Soli der Musiker in den Vordergrund rücken, als vielmehr auf einen kunstvoll aus den einzelnen Instrumentalstimmen gewobenen Klang setzen. Bedeutende Arrangeure waren Gil Evans und der Baritonsaxofonist Gerry Mulligan. Diese „coole“ Ästhetik wurde auch von Jazzmusikern wie Chet Baker, Stan Getz und Shelly Manne an der Westküste der USA aufgegriffen und erlangte in den 1950er Jahren unter dem Begriff West Coast Cool große Popularität. In den 1960 folgen Bossa-Nova-Interpretationen (Stan Getz, Paul Winter, Herbie Mann, Charlie Byrd) und erreichen ebenfalls das breite Publikum.
Der Hard Bop vereint ab Mitte der 1950er Jahre die Freiheiten des Bebop mit einer einfacheren Rhythmik und Melodik, die in der Tradition des Blues und der Gospel-Musik steht. Die wichtigsten Impulsgeber dieses Stiles sind Art Blakey And The Jazz Messengers, Horace Silver und Miles Davis. Ein gutes Jahrzehnt war der Hardbop der im Jazz dominierende Stil, in dem Musiker wie Wayne Shorter, Herbie Hancock, Freddie Hubbard, Clifford Brown und andere zahlreiche klassische Aufnahmen machten. Der Hardbop setzte sich, z. T. kombiniert mit einer modalen Improvisation, so weit durch, dass er zum Inbegriff des Mainstreams im Jazz wurde.

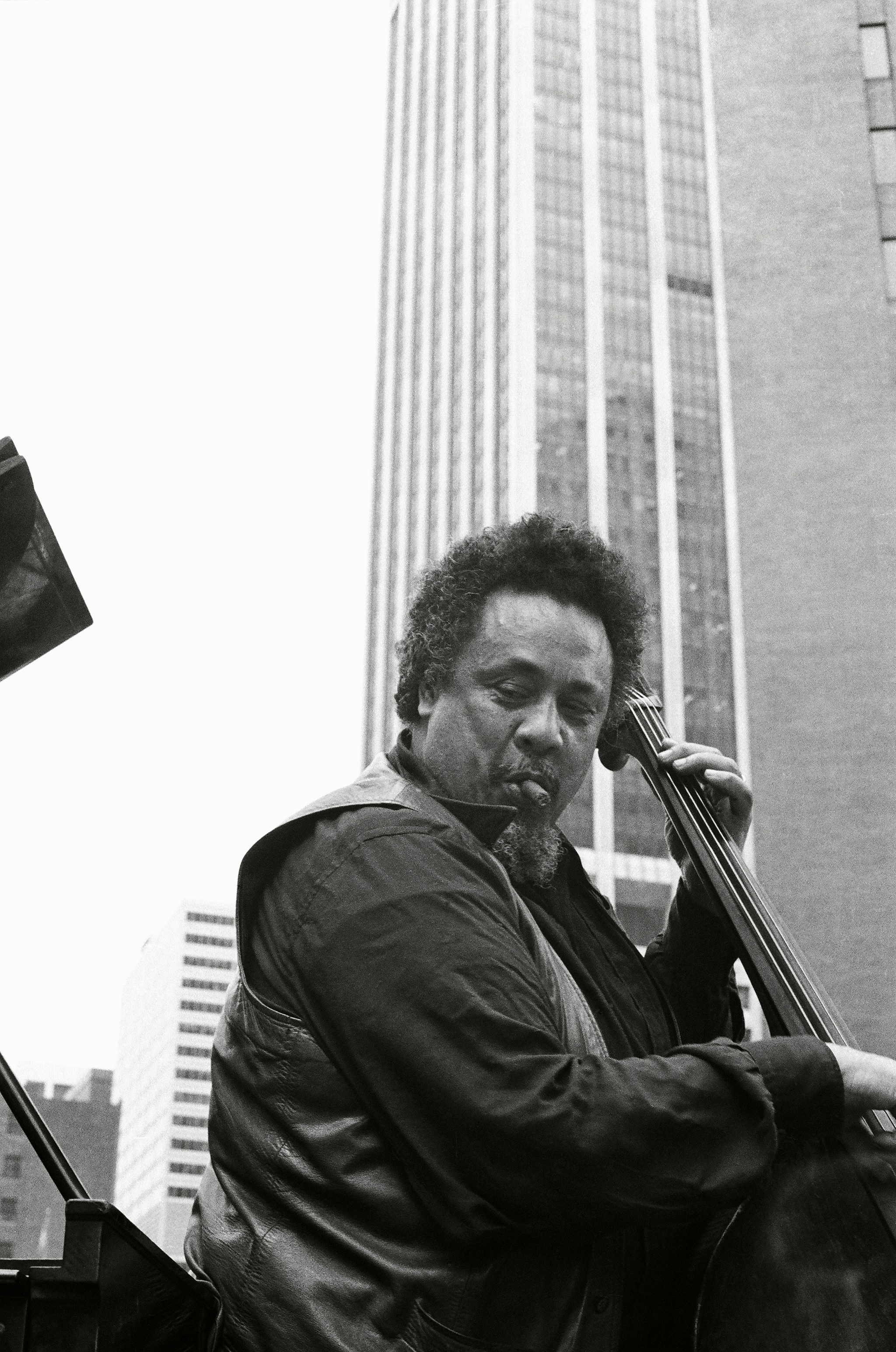
Charles Mingus 1976

Eine Weiterentwicklung des Hard Bop stellt der Soul Jazz dar, der noch mehr auf gesangsartige Melodien baut. Der Soul Jazz war Ende der 1960er Jahre sehr populär, einer seiner wichtigsten Vertreter, Cannonball Adderley, konnte mit dem von Joe Zawinul komponierten Stück Mercy, Mercy, Mercy sogar einen Chart-Erfolg verbuchen.
Ein legitimer Erbe des Modern Jazz ist der zeitgenössische Modern Creative Jazz.

## Free Jazz (seit 1960)
Seit etwa 1957 deuten sich freiere Spielweisen an, bei denen sich die Musiker in ihren Soli teilweise von der Jazzharmonik lösen. Dies gilt einerseits für Musiker wie John Coltrane und Eric Dolphy, die im Mainstream verankert scheinen, aber insbesondere für das Quartett von Ornette Coleman. 1961 erscheint Colemans Platte Free Jazz, die bald zum Namen für die freien Formen wird. Selbst das Schlagzeugspiel wird durch den die Metren umspielenden Sunny Murray emanzipiert. Sieht man von britischen Musikern um Joe Harriott ab, findet erst seit etwa 1965 in Europa – teilweise unabhängig vom Free Jazz der USA – ein Bruch mit den traditionellen und konventionellen Spielweisen statt. Erste Protagonisten dieser neuen Richtung waren in Europa u. a. das Manfred-Schoof-Quintet, die Gunter-Hampel-Gruppe Heartplants, die britische Band Joseph Holbrooke und die Gruppe um den französischen Trompeter Bernard Vitet. Die Improvisationshaltung wurde zunehmend radikaler und führte im Extrem zur freien Form, die ohne jede Verabredung im Zusammenspiel entwickelt wird. Daneben existieren der Avantgarde Jazz und Spielhaltungen, die als Free Bop und als Creative Music bekannt wurden.

## Fusion (1966 bis 1980)
Gegen Ende der 1960er Jahre geriet der Jazz in eine Krise. Der in diesem Jahrzehnt dominierende Free Jazz traf beim breiten Publikum auf immer weniger Gegenliebe. Gleichzeitig wurde die Rock- und Soulmusik dieser Zeit mit virtuosen Musikern wie Jimi Hendrix immer anspruchsvoller und komplexer; Idole wie James Brown oder Sly Stone verdrängten den Jazz zunehmend in der Gunst seiner angestammten Hörerschaft. Durch den Einsatz elektrisch verstärkter Instrumente intensivierte sich der Klang der Musik, eine Entwicklung, die der Jazz bis dahin kaum mitgemacht hatte. Mit dem Blues als gemeinsamer Basis und der gesteigerten Qualität der Popmusik fanden sich aber auch Berührungspunkte zwischen Rock und Jazz.
In Europa gab es früh und z. T. unabhängig von der Entwicklung in den USA eine Jazzrock-Bewegung, die jedoch relativ unbeachtet blieb und der kein kommerzieller Riesenerfolg beschieden war. Hier ist zunächst The Graham Bond Organization zu nennen, aber auch ihre Nachfolgegruppen Cream und Colosseum sowie die Gruppe Soft Machine. In Kanada legte Moe Koffman 1967 sein Album Goes Electric vor. Auch Phil Woods Gruppe European Rhythm Machine experimentierte mit Rock-Rhythmen.
Als Geburtsstunde des amerikanischen Rockjazz werden häufig die Miles Davis-Alben In a Silent Way (1969) und Bitches Brew (1970) genannt. Miles Davis berichtete später, dass er zu dieser Zeit vor allem Musik von James Brown, Sly Stone und Jimi Hendrix hörte und diese entscheidenden Einfluss auf seine Musik ausübten.

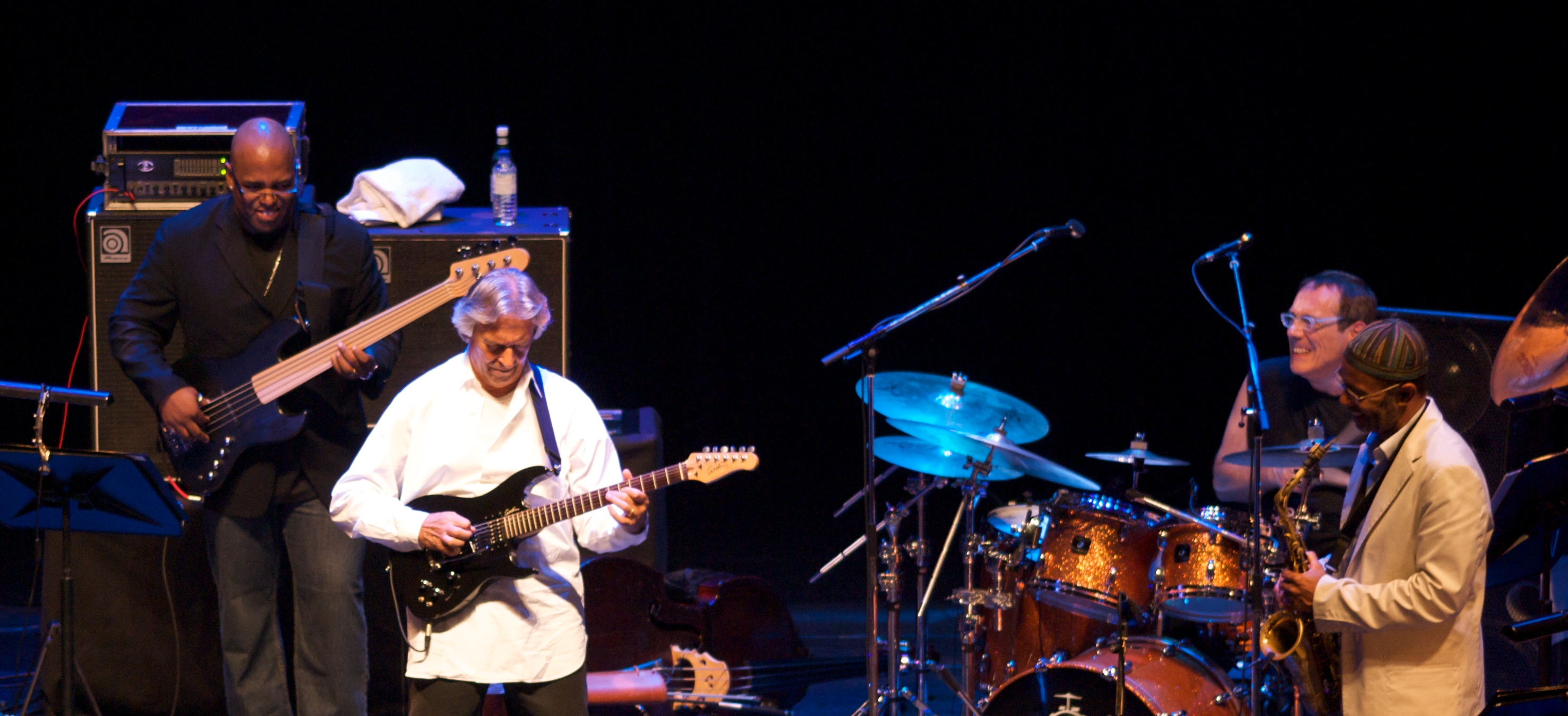
Five Peace Band (John McLaughlin, Christian McBride, Kenny Garrett & Vinnie Colaiuta) 2008

Bereits vor, vor allem aber nach Miles Davis schlugen in Amerika und Europa viele andere Musiker einen ähnlichen Weg ein. Der Rockjazz brachte einigen Musikern außergewöhnlich große kommerzielle Erfolge, vor allem weil ein neues, jugendliches Publikum erreicht wurde. Das Album Headhunters von Herbie Hancock wurde ein Hit, der sich millionenfach verkaufte. Wayne Shorter und Joe Zawinul waren die Gründer der Gruppe Weather Report, die zur erfolgreichsten Formation der Fusion wurde. Diese sowie andere herausragende Fusion-Musiker hatten zuvor in der Band von Miles Davis gespielt.
Um 1975 war der Jazzfunk als eine (neben Rockjazz und Jazzrock) weitere Untergattung des Fusions-Stils anerkannt. Die eigentlich kreative Phase des Fusionjazz umfasste zunächst die erste Hälfte der 1970er Jahre. Danach begann sich diese Musik oft als Smooth Jazz in seichter, kommerzieller Musik („Kaufhausmusik“) zu erschöpfen oder zur bloßen Leistungsschau einiger Instrumentalvirtuosen zu werden. Bereits Mitte der 1970er Jahre wandten sich viele Musiker wieder akustisch gespielter Musik zu, wendeten teilweise aber das Fusionkonzept hierauf an und machten gekonnt arrangierte unterhaltende Musik von sehr hoher Komplexität. Musiker aus dem Kreis um Ornette Coleman und ebenso das M-Base Collective kombinierten in den 1980er Jahren vitale Jazzimprovisationen mit den Grooverhythmen. Nach der Acid-Jazz-Mode betonten auch weiße Musiker wie Dave Douglas oder Medeski, Martin & Wood deutlich die Elemente des Funk. Auch Mathcore kann als Fusion von Jazz mit Hardcore Punk und diversen Spielarten des Extreme Metal aufgefasst werden.

## Zwischen Neobop und Modern Creative (seit 1980)

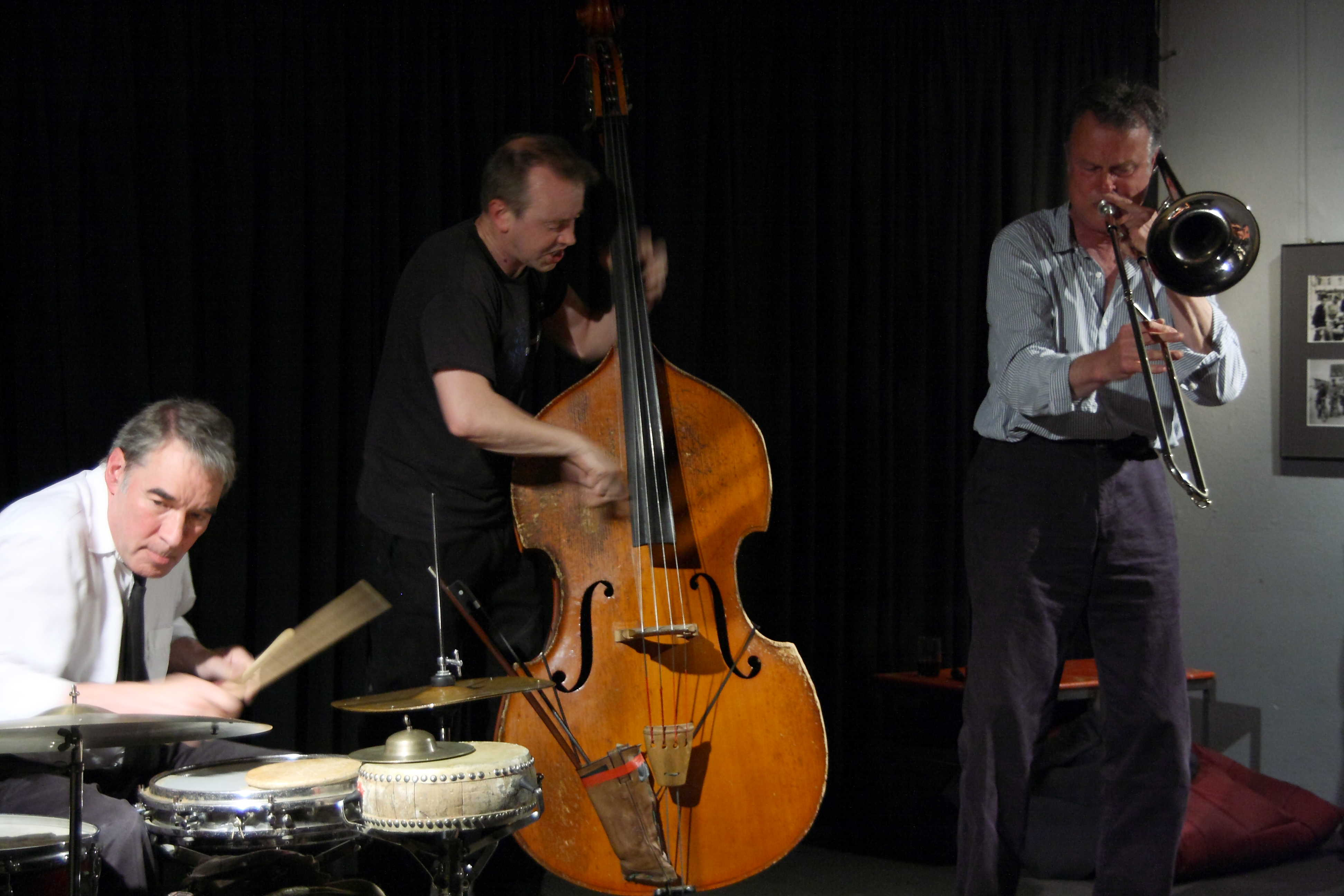
PaPaJo (Paul Lovens, Paul Hubweber und John Edwards; 2010)

Der Jazz ab 1980 ist äußerst vielgestaltig. Typisch für diese Zeit ist die parallele Existenz ganz unterschiedlicher, teilweise offen rückbezüglicher Spielweisen, ohne Herausbildung eines klar erkennbaren Mainstreams. Die Benennung von klar erkennbaren Stilrichtungen ist aus der gegenwärtigen Perspektive kaum möglich und umstritten. Selbst die Abgrenzung des Jazz zu anderen Musikrichtungen wie Pop oder Weltmusik wird unscharf.
In den frühen 1980er Jahren zeichnete sich eine Strömung ab, in der vornehmlich auf Stile der 1950er und 1960er Jahre zurückgegriffen wurde. Eine Reihe junger, gut ausgebildeter und virtuoser Musiker wurde von der Plattenindustrie als The Young Lions vermarktet. Herausragendstes Beispiel war der Trompeter Wynton Marsalis, der auch als Leiter der Jazz-Abteilung des Lincoln Center enormen Einfluss gewann. Weitere Musiker waren Joshua Redman oder James Carter.

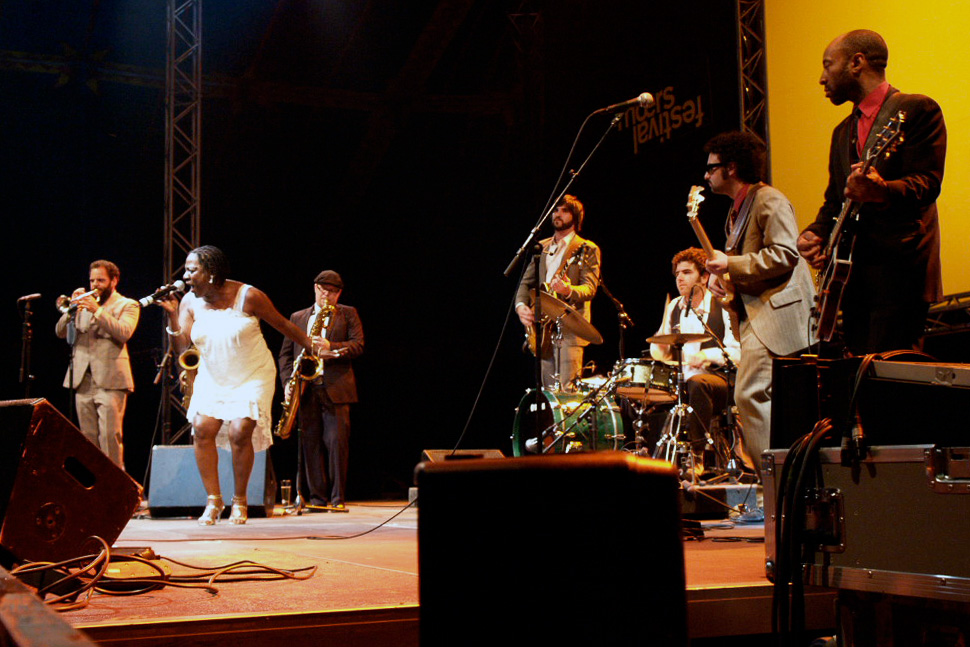
Sharon Jones & The Dap-Kings (Moers Festival 2007)

Zugleich wurden unterschiedliche Versuche unternommen, das Diskothekenpublikum zu gewinnen. Einerseits geschah dies wie bei der britischen Band Working Week in Rückgriff auf den Soul Jazz und lateinamerikanische Rhythmen und bereitete den Acid Jazz vor, andererseits entstanden auch neue Subgenres wie Hip Hop Jazz (vgl. etwa DeWieners), Jazz-Rap (Greg Osbys 3D-Lifestyles, Fisz usw.). Zur Verknüpfung von Jazz und elektronischen Sounds kam es aber auch im Nu Jazz.
Imaginäre Folklore eröffnete insbesondere dem europäischen Jazz neue Möglichkeiten. Von World Music oder nicht-europäischen Musiktraditionen beeinflusste Musikproduktionen erweitern gleichfalls die Ausdrucksmöglichkeiten und werden teilweise als Ethno-Jazz vermarktet. Daneben gibt es aber auch Musizierhaltungen, die mit Erfolg auf bewährte Rezepte der Vergangenheit zielen wie den Retro-Swing und eine Variante des Pop-Jazz, wie sie etwa die Sängerin Norah Jones vertritt.
Daneben besteht jedoch der Avantgarde Jazz im Modern Creative Jazz, der zeitgenössischen Weiterentwicklung des Free Jazz, fort. Im Modern Creative Jazz werden zunehmend kompositorische und improvisatorische Verfahrensweisen betont, die anspruchsvoller sind als die Form „Thema-Soli-Thema“. Modern Creative erhebt einen Kunstanspruch und vertritt eine anti-kommerzielle Haltung.
Es ist wichtig zu beachten, dass dies nur einige der vielen Stile sind, die seit 2000 im Jazz entstanden sind. Der Jazz ist ein äußerst vielfältiges Genre, das ständig neue Einflüsse aufnimmt und sich stetig weiterentwickelt.

## Veränderungen im Internet-Zeitalter
Veränderungen im Jazz und der improvisierten Musik seit der Einführung des Internets und Plattformen wie Bandcamp und Spotify haben eine tiefgreifende Auswirkung auf die Art und Weise, wie Musiker gehört, entdeckt und verbreitet werden. Diese digitalen Plattformen haben einen enormen Einfluss auf die Jazz- und Improvisationsmusikszene weltweit gehabt und haben sowohl positive als auch herausfordernde Veränderungen mit sich gebracht.
Einer der bedeutendsten Aspekte der Digitalisierung für Jazzmusiker ist die Möglichkeit, ihre Musik einem globalen Publikum zugänglich zu machen. Plattformen wie Bandcamp und Spotify bieten Musikern die Möglichkeit, ihre Alben und Tracks hochzuladen und einem breiten Publikum ohne die Notwendigkeit eines großen Plattenlabels vorzustellen. Dies hat dazu beigetragen, dass viele talentierte Jazzmusiker, insbesondere aufstrebende und unabhängige Künstler, eine größere Reichweite und Sichtbarkeit erlangen konnten.
Darüber hinaus haben diese Plattformen es den Hörern erleichtert, neue Musik zu entdecken und sich mit einer Vielzahl von Jazzstilen und -künstlern vertraut zu machen. Die Möglichkeit, Musik über das Internet zu streamen und zu teilen, hat die Vielfalt und Zugänglichkeit der Jazzmusik erheblich erweitert. Hörer können nun mühelos auf eine Fülle von Aufnahmen aus verschiedenen Epochen und Stilen des Jazz zugreifen, was zu einer breiteren Wertschätzung und Verständnis für die Vielfalt dieser Musikrichtung geführt hat.
Auf der anderen Seite haben die Veränderungen durch das Internet und Streaming-Plattformen auch Herausforderungen mit sich gebracht. Die digitale Revolution hat zu einem Rückgang des physischen Albumverkaufs geführt, was sich auf die Einkommensströme von Musikern auswirken kann. Zudem besteht die Gefahr, dass die Überflutung des Musikmarktes durch die schiere Menge an veröffentlichter Musik dazu führen kann, dass talentierte Künstler übersehen werden.
Insgesamt haben das Internet und Plattformen wie Bandcamp und Spotify die Jazz- und Improvisationsmusik-Szene auf vielfältige Weise transformiert. Sie haben Künstlern neue Möglichkeiten zur Verbreitung ihrer Musik geboten, Hörern eine größere Vielfalt an Musik zugänglich gemacht und die Art und Weise, wie Musik konsumiert wird, grundlegend verändert. Trotz der Herausforderungen, die mit diesen Veränderungen einhergehen, bleibt die Digitalisierung ein wichtiger Motor für Innovation und Vielfalt in der Jazzmusik.

## Filmdokumentationen
- Burrill L. Crohn: History of Jazz (TV-Serie, 1984)
- Ken Burns: Jazz (Miniserie, 2001)